# كندريك سكوت
كندريك سكوت (بالإنجليزية: Kendrick Scott)‏ هو عازف جاز أمريكي، ولد في 8 يوليو 1980 في هيوستن في الولايات المتحدة.

## وصلات خارجية
- الموقع الرسمي
- كندريك سكوت على موقع ميوزك برينز (الإنجليزية)
- كندريك سكوت على موقع أول ميوزيك (الإنجليزية)
- كندريك سكوت على موقع ديسكوغز (الإنجليزية)